# John Findlay (Politiker, 1766)
John Findlay (* 31. März 1766 in Mercersburg, Franklin County, Province of Pennsylvania; † 5. November 1838 in Chambersburg, Pennsylvania) war ein US-amerikanischer Politiker. Zwischen 1821 und 1827 vertrat er den Bundesstaat Pennsylvania im US-Repräsentantenhaus.

## Werdegang
John Findlay entstammte einer bekannten Politikerfamilie. Sein Bruder William (1768–1846) war US-Senator und Gouverneur von Pennsylvania. Ein weiterer Bruder, James (1770–1835), war Kongressabgeordneter für den Staat Ohio. Findlay erhielt nur eine eingeschränkte Schulausbildung. Zwischen 1809 und 1821 arbeitete er bei der Gerichtsverwaltung als Prothonotary. Während des Britisch-Amerikanischen Krieges war er Hauptmann der amerikanischen Streitkräfte. Später zog er nach Chambersburg, wo er verschiedene Verwaltungspositionen am Gericht bekleidete. Außerdem war er als Notar (Register of Deeds) tätig. Politisch wurde er Mitglied der Demokratisch-Republikanischen Partei. In den 1820er Jahren schloss er sich der Bewegung um den späteren Präsidenten Andrew Jackson an.
Nach dem Rücktritt des Abgeordneten James Duncan wurde Findlay bei der fälligen Nachwahl im fünften Wahlbezirk seines Staates als dessen Nachfolger in das US-Repräsentantenhaus in Washington, D.C. gewählt, wo er am 9. Oktober 1821 sein neues Mandat antrat. Nach zwei Wiederwahlen konnte er bis zum 3. März 1827 im Kongress verbleiben. Seit 1823 vertrat er dort den elften Distrikt von Pennsylvania. Die Zeit ab 1825 war von heftigen Diskussionen zwischen den Anhängern von Andrew Jackson und denen von Präsident John Quincy Adams bzw. Henry Clay bestimmt.
Im Jahr 1828 verzichtete John Findlay auf eine weitere Kandidatur. Seit dem 20. März 1829 bis zu seinem Tod am 5. November 1838 war er Posthalter in Chambersburg.